# Reform (Alabama)
Reform é uma cidade localizada no estado americano de Alabama, no Condado de Pickens.

## Demografia
Segundo o censo americano de 2000, a sua população era de 1978 habitantes.
Em 2006, foi estimada uma população de 1850, um decréscimo de 128 (-6.5%).

## Geografia
De acordo com o United States Census Bureau, a localidade tem uma área de 20,9 km², dos quais 20,8 km² cobertos por terra e 0,1 km² cobertos por água. Reform localiza-se a aproximadamente 123 m acima do nível do mar.

## Localidades na vizinhança
O diagrama seguinte representa as localidades num raio de 24 km ao redor de Reform.